# Diaphus nielseni
Diaphus nielseni és una espècie de peix de la família dels mictòfids i de l'ordre dels mictofiformes.

## Morfologia
- Els mascles poden assolir 4 cm de longitud total.[3]

## Hàbitat
És un peix marí i d'aigües profundes.

## Distribució geogràfica
Es troba a la costa est de Madagascar i des de l'Àsia sud-oriental fins al sud del Japó.